# پونتوس گوستافسون
پونتوس گوستافسون (سوئدی: Pontus Gustafsson؛ زادهٔ ۱۵ اوت ۱۹۵۵) بازیگر اهل سوئد است.
از فیلم‌هایی که وی در آن‌ها نقش داشته‌است، می‌توان به جای نگرانی نیست اشاره نمود.